# Сапов Іван Андрійович
Іван Андрійович Сапов (11 січня 1897, село Холохольня Одоєвського повіту Тульської губернії, тепер Одоєвський район Тульської області, Російська Федерація — розстріляний 2 вересня 1937, Київ) — український радянський партійний діяч. Кандидат в члени ЦК КП(б)У в грудні 1925 — листопаді 1927 і у червні 1930 — січні 1932 р. Член ЦК КП(б)У в листопаді 1927 — червні 1930 і у січні 1932 — лютому 1937 р.

## Біографія
Народився у родині робітника-ткача. У 1909 році закінчив церковноприходську школу в селі Холохольні Одоєвського повіту. У червні 1909 — травні 1912 р. — слюсар механічного цеху ткацьконабивної фабрики Еміля Цинделя у Москві. У червні 1912 — серпні 1914 р. — слюсар заводу Гужона у Москві.
У вересні 1914 — серпні 1916 р. — інструктор-механік Московської міської земської управи. У 1915 році закінчив Московське вечірнє технічне училище.
У вересні 1916 — жовтні 1917 р. — рядовий російської імператорської армії на Австрійському та Румунському фронтах.
Член РСДРП(б) з січня 1917 року.
У листопаді 1917 — квітні 1919 р. — начальник загону червоних партизан, уповноважений обласного підпільного комітету РКП(б) в Одеській губернії. У травні — вересні 1919 р. — військовий комісар полку 45-ї дивізії РСЧА. У жовтні 1919 — травні 1920 р. — уповноважений підпільного комітету РКП(б) в Одеській губернії.
У червні — жовтні 1920 р. — член Одеського повітового революційного комітету. У листопаді 1920 — вересні 1921 р. — завідувач Тираспольської повітової робітничо-селянської інспекції Одеської губернії. У жовтні 1921 — листопаді 1922 р. — голова Тираспольського повітового бюро професійних спілок. У грудні 1922 — вересні 1923 р. — голова Первомайського повітового бюро професійних спілок Одеської губернії.
У жовтні 1923 — червні 1924 р. — слюсар, секретар партійного осередку КП(б)У заводу сільськогосподарського машинобудування Йоганна Гена у місті Одесі. У липні 1924 — квітні 1925 р. — відповідальний секретар Ленінського районного комітету КП(б)У міста Одеси.
У травні 1925 — серпні 1928 р. — відповідальний секретар Херсонського окружного комітету КП(б)У. У вересні 1928 — листопаді 1929 р. — відповідальний секретар Вінницького окружного комітету КП(б)У.
У грудні 1929 — лютому 1932 р. — член колегії народного комісаріату постачання Української РСР. 9 лютого — 15 грудня 1932 р. — народний комісар постачання Української РСР.
У лютому 1933 — березні 1934 р. — 3-й секретар Харківського обласного комітету КП(б)У. У квітні — листопаді 1934 р. — секретар Харківського міського комітету КП(б)У.
15 грудня 1934 — 28 липня 1935 р. — народний комісар внутрішньої торгівлі Української РСР.
29 липня 1935 — січень 1937 р. — 1-й секретар Київського міського комітету КП(б)У.
У січні — липні 1937 р. — секретар Краснодарського міського комітету ВКП(б) Азово-Чорноморського краю.
Заарештований 2 липня 1937 року. Розстріляний 2 вересня 1937 року у Києві.